# Rhodesiella tibiella
Rhodesiella tibiella är en tvåvingeart som först beskrevs av Becker 1911.  Rhodesiella tibiella ingår i släktet Rhodesiella och familjen fritflugor.
Artens utbredningsområde är Sri Lanka. Inga underarter finns listade i Catalogue of Life.